# 沃讷
沃讷（法語：Veaunes，法語發音：[von]）是法国德龙省的一个旧市镇，属于瓦朗斯区。2016年，沃讷与市镇梅尔屈罗勒合并为新市镇梅尔屈罗勒-沃讷。

## 地理
沃讷（45°5'2"N, 4°55'11"E）面积4.19 平方千米，位于法国奥弗涅-罗讷-阿尔卑斯大区德龙省，该省份为法国东南部内陆省份，北起顺时针与伊泽尔省、上阿尔卑斯省、上普罗旺斯阿尔卑斯省、沃克吕兹省和阿尔代什省接壤。
与沃讷接壤的市镇（或旧市镇、城区）包括：沙诺-屈尔松、沙瓦讷、克莱里约。

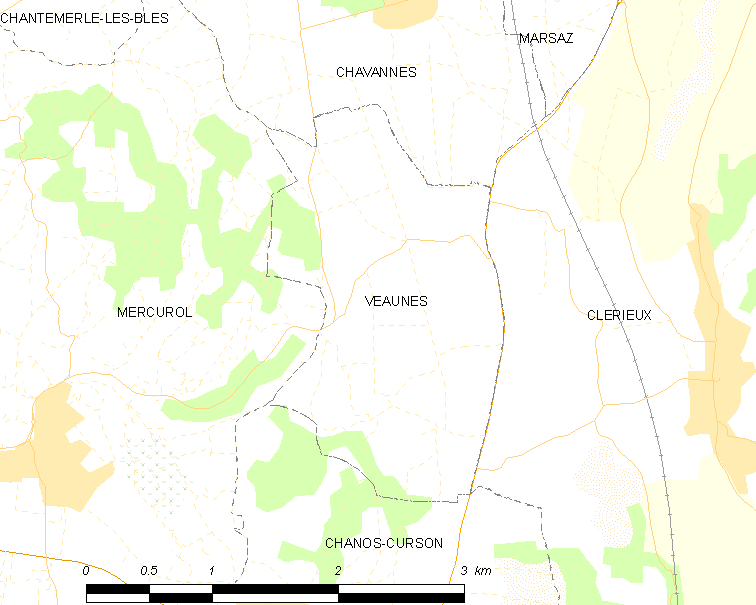
沃讷的OSM定位图

沃讷的时区为UTC+01:00、UTC+02:00（夏令时）。

## 行政
沃讷的邮政编码为26600，INSEE市镇编码为26366。

## 政治
沃讷所属的省级选区为坦莱尔米塔日县。

## 人口

1962-2008年间沃讷人口变化图示

沃讷于2018年1月1日时的人口数量为352人。